# Chūkyō Television Broadcasting
Chūkyō Television Broadcasting (中京テレビ放送株式会社) là mạng truyền hình có trụ sở tại quận Nakamura, Nagoya, tỉnh Aichi, Nhật Bản. Chūkyō TV thuộc sở hữu của hai công ty lớn là Nippon TV Holdings và Meitetsu.